# 719 Albert
719 Albert là một tiểu hành tinh có quỹ đạo cắt ngang quỹ đạo của Sao Hỏa, thuộc nhóm tiểu hành tinh Amor ở vành đai chính.

## Phát hiện
Tiểu hành tinh này do Johann Palisa phát hiện ngày 3.10.1911 ở Viên, và được đặt theo tên Albert Salomon von Rothschild - một trong các ân nhân chính của đài thiên văn Wien - vừa từ trần vài tháng trước đó. Do các tính toán quỹ đạo của nó không chính xác nên sau đó nó bị mất tích mãi cho tới năm 2000 nó mới được Jeffrey Larsen phát hiện lại khi sử dụng dữ liệu của dự án nghiên cứu tiểu hành tinh Spacewatch. Khi được tái phát hiện năm 2000 thì 719 Albert được tưởng lầm là một tiểu hành tinh mới và được đặt tên tạm là 2000 JW8. Tuy nhiên, dựa trên việc điều tra sâu hơn, người ta đã nhận ra mặt bằng quỹ đạo của nó rất phù hợp với tiểu hành tinh mất tích chót vẫn chưa tìm thấy, và nó được nhận ra là 719 Albert. Sử dụng dữ liệu quan sát mới, thời gian được xác định là khoảng 4,28 năm thay vì 4,1 năm như đã tính toán năm 1911; đó là nguyên nhân chính mà tiểu hành tinh bị thất lạc.
...đôi khi các tiểu hành tinh được chỉ định số trước khi các yếu tố quỹ đạo chính xác được xác định, và như vậy một số tiểu hành tinh đã được đánh số, sau này đã không thể xác định đúng vị trí. Các thiên thể này được coi như các tiểu hành tinh mất tích (hay thất lạc). Tiểu hành tinh có đánh số bị thất lạc chót, (719) Albert, đã tìm thấy lại năm 2000 sau khoảng thời gian 89 năm. Nhiều tiểu hành tinh phát hiện mới đây vẫn trở thành "thất lạc"...— Encyclopædia Britannica 

## Các đặc tính vật lý
Phần lớn những gì được biết về tiểu hành tinh 719 Albert là do các quan sát sau khi phát hiện ra nó. Năm 2001 nó di chuyển qua gần Trái Đất, nên đã cho phép các nhà thiên văn học làm một loạt quan sát nó ở nhiều góc pha ánh sáng khác nhau. Trong lần di chuyển này, thời gian quay vòng của nó được tính ra là 5,802 giờ và một cấp sao biểu kiến tuyệt đối đo được là 15,43 cùng với một suất phản chiếu ánh sáng là 0,12, cho một đường kính là 2,8 km. Một nhóm nhà thiên văn học khác do R. P. Binzel lãnh đạo, đo đưọoc một cấp sao biểu kiến tuyệt đối 15,8; tuy nhiên họ dùng một suất phản chiếu ánh sáng được cho là 0,15 nên dẫn tới một đường kính được tính toán là 2,4 km. Các quan sát khác được thực hiện trong tháng 10 năm 2001 bằng kính viễn vọng Hale 5 mét bởi Binzel đã xếp nó thuộc loại tiểu hành tinh kiểu S.